# Ла-Рок-Альрик
Ла-Рок-Альрик (фр. La Roque-Alric) — коммуна во французском департаменте Воклюз региона Прованс — Альпы — Лазурный Берег. Относится к  кантону Бом-де-Вениз.	

## Географическое положение

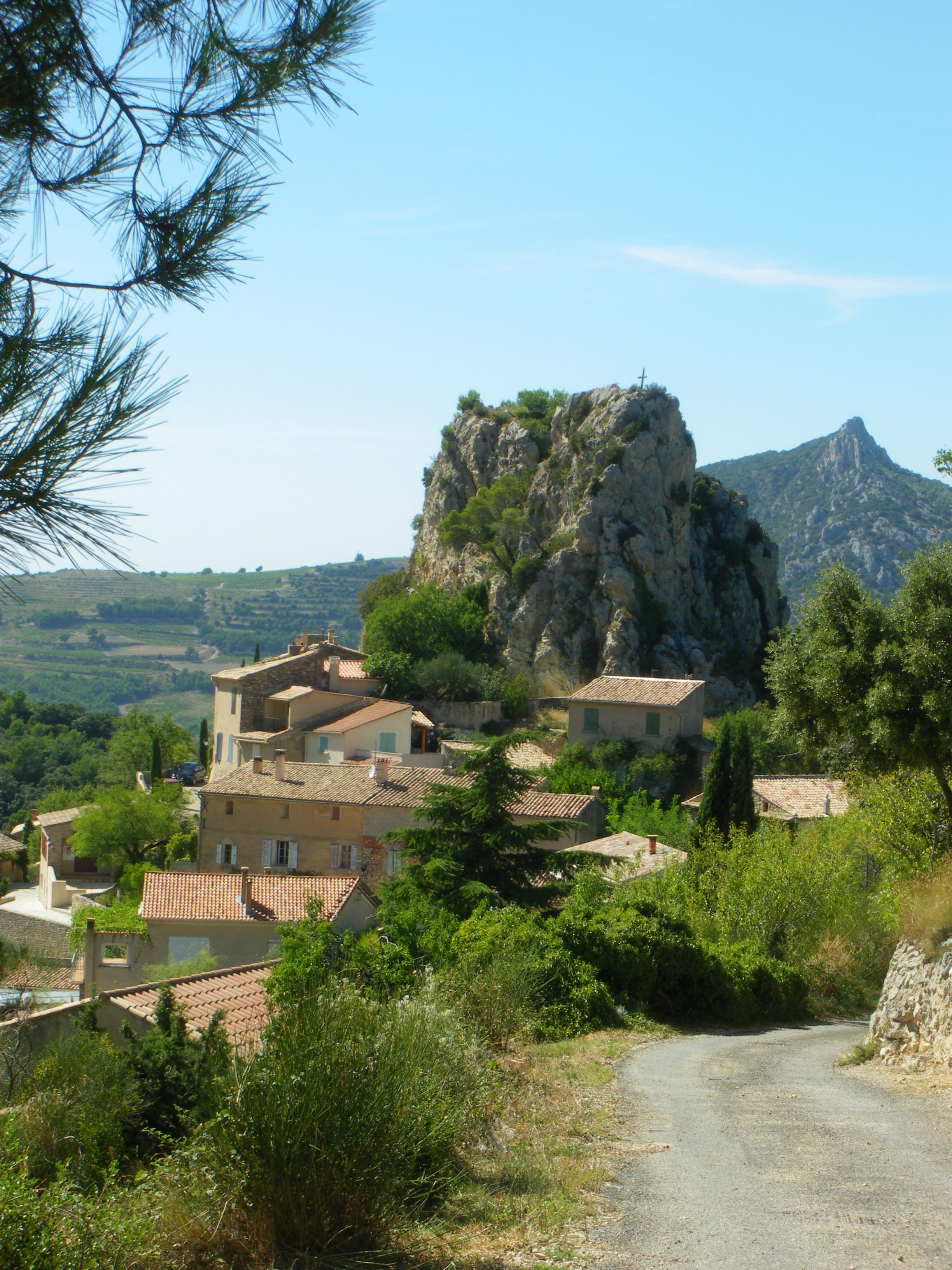
Скала Альрик и вид на коммуну.

Ла-Рок-Альрик расположен в 30 км к северо-востоку от Авиньона. Соседние коммуны: Сюзетт на севере, Ле-Барру на юго-востоке, Сен-Ипполит-ле-Гравейрон на юге, Бом-де-Вениз на юго-западе, Лафар на западе.
Коммуна находится на склоне горной гряды Дантель-де-Монмирай.

## Демография
Население коммуны на 2010 год составляло 64 человека.
| 1962 | 1968 | 1975 | 1982 | 1990 | 1999 | 2010 |
| ---- | ---- | ---- | ---- | ---- | ---- | ---- |
| 42   | 33   | 36   | 52   | 59   | 54   | 64   |